# Pěnkavčí vrch
Pěnkavčí vrch (pol. nazwa Pienkawczy Wierzch, niem. nazwa Finkenkoppe) – wzniesienie (792 m n.p.m.) w Czechach w masywie Gór Łużyckich w paśmie Sudetów Zachodnich.

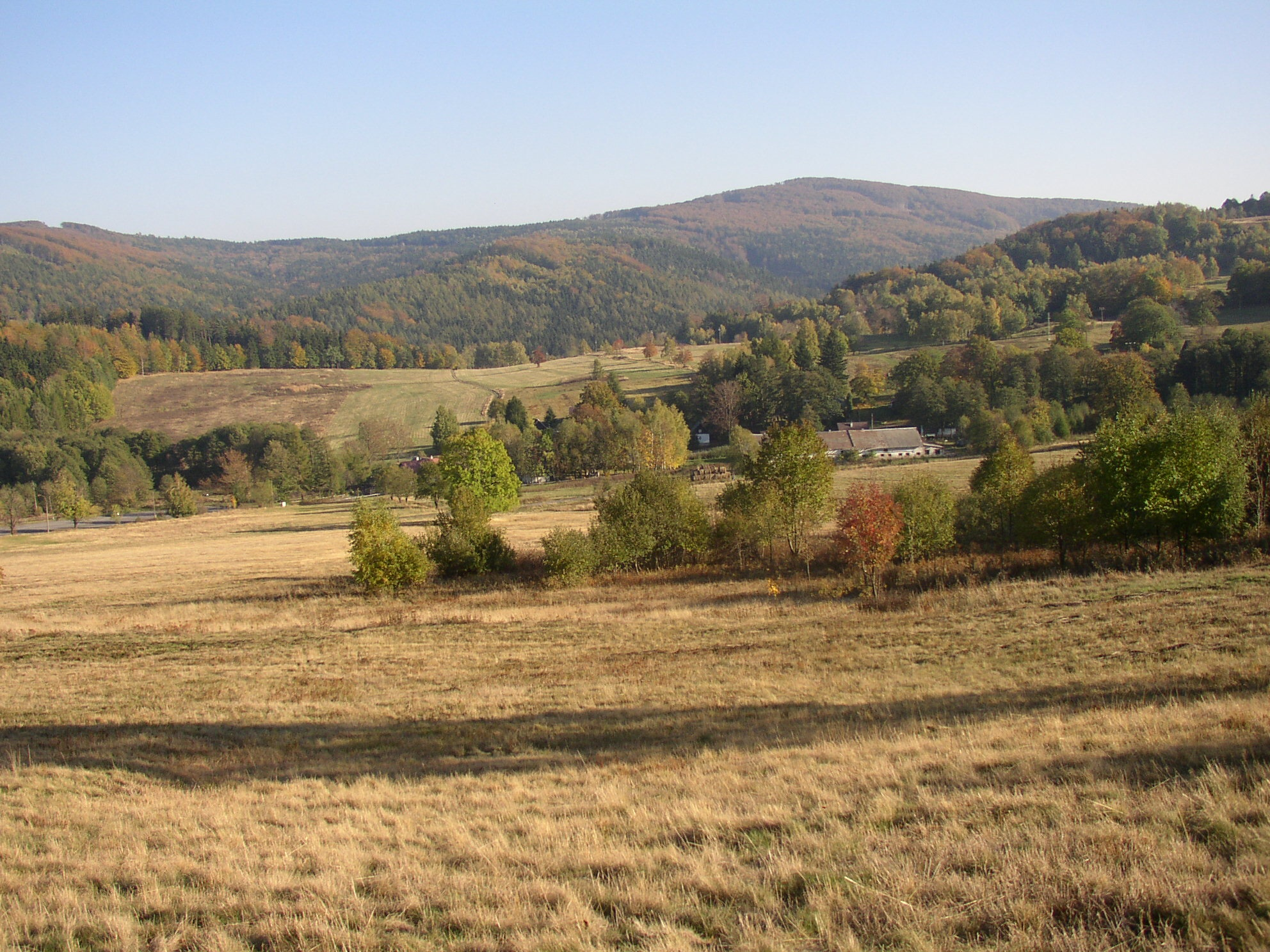
Widok na wzniesienie

Góra położona jest w północno-zachodnich Czechach w zachodniej części Gór Łużyckich około 3,5 km na południowy wschód od miejscowości Jiřetín pod Jedlovou i 6 km od Varnsdorfu, po wschodniej stronie przełęczy Stožecké sedlo. Według czeskiego podziału wzniesienie należy do Krkonošsko-jesenická subprovincie.
Charakterystyczne wzniesienie o wyrazistym rozłożystym kopulastym kształcie z płaską i rozległą powierzchnią szczytową o niezbyt stromych zboczach. Wznosi się w zachodniej części jednego z grzbietu Gór Łużyckich, ciągnącym się bezpośrednio po wschodniej stronie przełęczy Stožecké sedlo.
Góra jest drugim co do wysokości wzniesieniem Gór Łużyckich i najwyższym wzniesieniem okresu (pol.powiatu) Děčín. Niektóre źródła mylnie podają, iż najwyższą górą jest Jedlová.
Jest to dawna kopuła wulkaniczna, górna część góry zbudowana jest z fonolitu zawierającego kryształy szklistego skalenia, który często rozpada się na duże płyty. W dolnej jej część występuje twardy piaskowiec. Przez wierzchołek przechodzi granica między okresami Děčín, a Česká Lípa, oraz dział wodny między morzem Bałtyckim, a Morzem Północnym.
Płaski szczyt porośnięty jest starym lasem bukowym o prawie puszczowym charakterze, zbocza porośnięte są lasem mieszanym z przewagą świerka. Na północnym zboczu leży piaskowcowa skałka Vrabčí kámen pol. Wrabczy kamień. Na południowo-zachodnim zboczu znajduje się skałka Pětikostelní kámen, która stanowi dobry punkt widokowy.